# Jutta Steinruck
Jutta Steinruck, née le 1er septembre 1962 à Ludwigshafen, est une femme politique allemande, membre du Parti social-démocrate jusqu'en 2023.

## Biographie
Elle devient députée européenne en 2009 et est réélue en 2014.
En août 2016, Jutta Steinruck annonce sa candidature à la mairie de Ludwigshafen. Elle passe le premier tour avec 48,3% des voix, et remporte le second tour face au candidat de l'Union chrétienne-démocrate Peter Uebel, en récoltant 58,1% des voix. Elle entre en fonction le 1er janvier 2018 après avoir démissionné de son mandat de députée européenne le 31 décembre 2017.
Le 14 juillet 2023, Steinruck quitte le SPD, comme elle l'a annoncé le 1er août 2023 sur sa page Facebook,.